# Charles Devendeville
Charles Devendeville (ur. 8 marca 1882 w Lesquin, zm. 19 września 1914 w Reims) – francuski pływak i piłkarz wodny.

## Życiorys
Z zawodu był malarzem pokojowym.
Wystąpił w dwóch konkurencjach na igrzyskach olimpijskich w 1900 w Paryżu. Zdobył złoty medal konkurencji pływania podwodnego, a także zajął 5. miejsce w turnieju piłki wodnej.
Od 1904 służył w wojsku, początkowo w 1 pułku piechoty liniowej, a następnie w rezerwie 151 pułku piechoty. Zmobilizowany w 1914, zginął w walce podczas I wojny światowej.